# Resident Evil Survivor 2 Code: Veronica
Resident Evil: Survivor 2 - Code: Verónica (ガンサバイバー２：バイオハザードコード：ベロニカ?  Gun Survivor 2: Biohazard Code: Veronica en Japón) es un videojuego de disparos con pistola de luz desarrollado por Capcom.
El juego salió primero en Japón para recreativas a través de una colaboración entre Capcom, Namco (que también lo distribuyó), Nextech, SIMS y posteriormente fue convertido para PlayStation 2 en una versión que, fuera de Japón, sólo se lanzó en territorios PAL. El juego representa la segunda entrega de la subsaga Gun Survivor de la franquicia de videojuegos Resident Evil.
Resident Evil: Survivor 2 - Code: Verónica presenta personajes, enemigos y jefes finales tomados directamente de Resident Evil Code: Veronica, aunque no tiene relevancia dentro del argumento general de la saga de Resident Evil. El juego también significa el regreso de Nemesis, que aparece para perseguir al jugador si el tiempo se agota, sirviendo en el sistema arcade como medio para prevenir que los jugadores se queden mucho tiempo en un mismo nivel.

## Historia
Claire Redfield esta en búsqueda de su hermano, Chris Redfield después del incidente de Raccoon City en 1998, y recibe información de una fuente desconocida sobre una instalación de Umbrella en París. Cuando intentaba infiltrarse en ella, es capturada y enviada a una prisión de Umbrella en Rockfort Island. Allí conoce a otro prisionero, Steve Burnside, con el cual planea su escape. Sin embargo, poco después de su encarcelamiento, la isla es atacada por una fuerza desconocida y se contamina con el T-virus.
Canónicamente, los eventos de este juego son realmente un sueño que Claire tiene tras huir de la Antártida con su hermano Chris Redfield al final Resident Evil Code: Veronica.

## Jugabilidad
Los jugadores tienen la opción de elegir entre jugar en solitario, con Claire Redfield o Steve Burnside, o jugar un modo cooperativo de dos jugadores. La jugabilidad del juego se acerca más a la de un shooter en primera persona que el original Gun Survivor, y en vez de un punto de mira manual, el juego usa una cruceta que permanece fija en el centro de la pantalla. No hay voces en el juego; los diálogos se muestran mediante subtítulos.
La versión arcade del juego muestra un montaje algo inusual ya que en vez de tener una pistola que se puede empuñar como las de The House of the Dead o Time Crisis utiliza una ametralladora anclada al mueble que sirve como un joystick para mover el jugador, girar la vista y disparar las armas en pantalla. El juego tiene un temporizador de cuenta atrás que arranca cuando un jugador se introduce en una zona, y si el tiempo se agota, Nemesis empezará a perseguir al jugador y dará cuenta de los personajes rápidamente si no se apuran en encontrar una salida. Algunas máquinas arcade tenían soporte para 2 jugadores.

## Curiosidades
- Originalmente se planeó lanzar el juego bajo el título de Biohazard: Fire Zone, pero finalmente fue renombrado con el fin de vincularlo con Resident Evil: Survivor, que tenía un modo de juego similar pero, por lo demás, no estaba relacionado.
- Es posible que, en vez de Steve, originalmente fuese Chris Redfield quien iba a acompañar a Claire ya que en ocasiones Steve la llama "sis" (abreviatura de "sister", hermana) que es un apelativo muy discutible para una chica extraña.